# Crèche Hélios
La crèche Hélios est un bâtiment public de la ville de Charleroi située en rue de Montigny à Charleroi (Belgique). Il a été construit entre le 1970 et le 1977 par l'architecte Jean Yernaux. La crèche est située entre la piscine Hélios et le groupe scolaire de Bosquetville.

## Histoire
Ce bâtiment-tour était à l'origine une crèche de 109 lits et abrite actuellement les bureaux de l'administration communale de Charleroi,.

## Architecture
La crèche Hélios est situé près du viaduc autoroutier et de la piscine Hélios, tous deux construits à la même époque par l'architecte et urbaniste Jean Yernaux.
Le bâtiment de la crèche se distingue de celui de la piscine par sa verticalité et une architecture plus contrastée. La même expression brutaliste est utilisée dans l'utilisation de formes aux coupes nettes et de béton nu. Son programme architectural se développe sur six étages, avec un rez-de-chaussée partiel pour la conciergerie et les locaux techniques. Cet étage est caractérisé par des baies vitrées qui l'ouvrent vers la rue. Le premier étage, quant à lui, adopte le comportement inverse, en limitant la surface vitrée le long d'une bande horizontale. Le résultat est un volume opaque.
Le troisième étage était destiné aux soins et devant les coursives se trouve un garde-corps composé de voiles de béton. Entre les parois et les gardes coprs, il y a une terrasse qui longe toutes les façades.
Les trois étages suivants présentent une esthétique similaire, composée d'une bande horizontale de fenêtres qui interrompt la matérialité du béton. Sur le côté vers la piscine sont positionnés les espaces de jeux extérieurs en surplomb. À l'ouest se trouvent les couloirs, où les casiers des enfants sont intégrés dans les cadres. Reconnaissable de l'extérieur par l'utilisation de la couleur orange. C'est l'un des nombreux gestes posés par Jean Yernaux, pour définir le soin avec lequel il a conçu le mobilier adapté aux enfants, pour réduire les angles au minimum et respecter la réglementation en vigueur.